# Monumento a los caballos

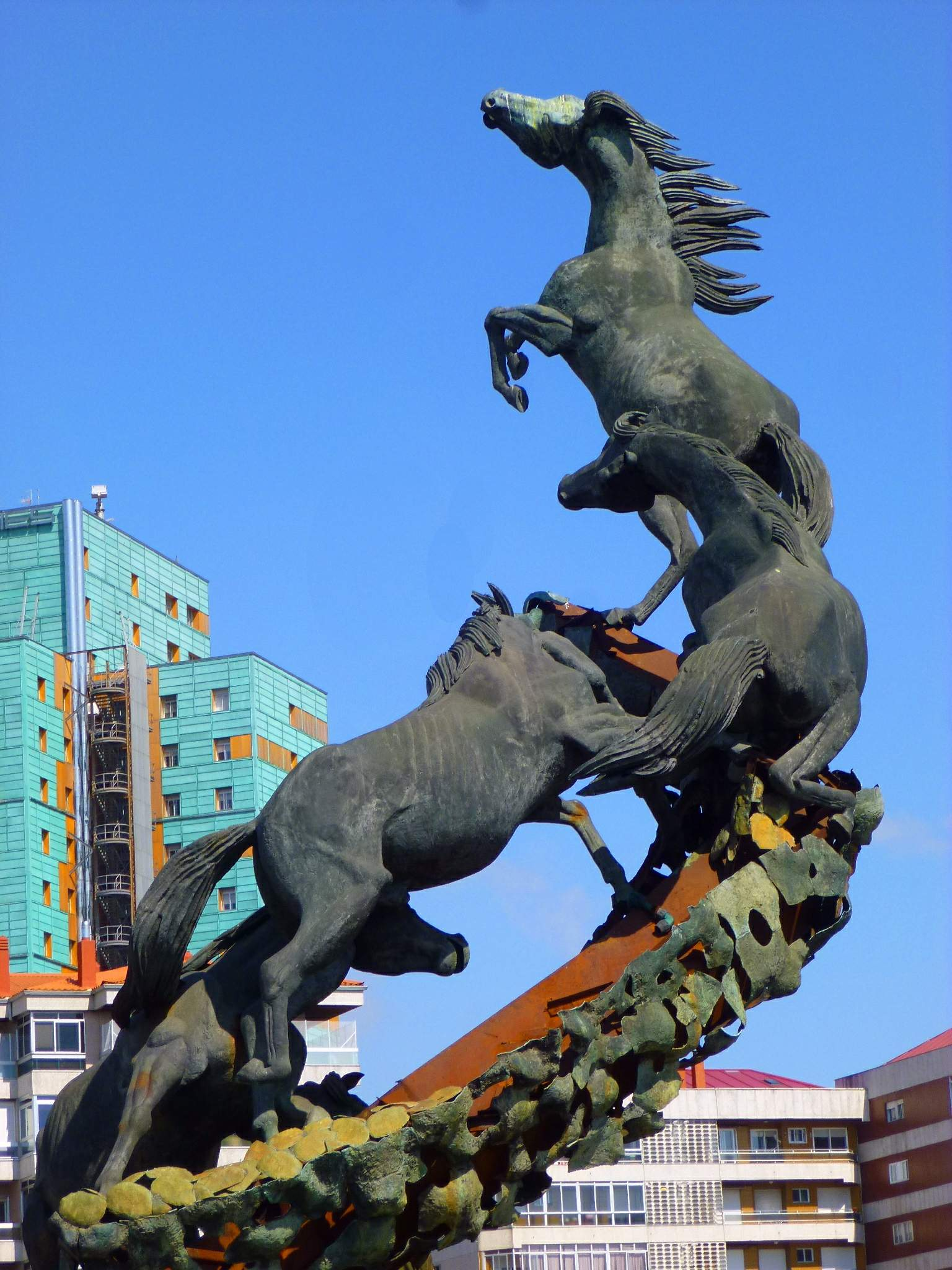
Detalle de los caballos.

El Monumento a los caballos es una escultura de bronce de Juan Oliveira del año 1991 y situado en la ciudad de Vigo. Se encuentra en medio de la glorieta de la plaza de España, donde antes hubo una fuente circular con iluminación de diferentes colores, y anteriormente, para el mismo diseño de la glorieta, se levantaba el pétreo Monumento a los héroes de la Reconquista, obra del escultor Julio González Pola, que hoy en día preside la peatonal Plaza de la Independencia de la misma ciudad.

## Descripción
El grupo escultórico realizado en bronce negro forma una especie de espiral metálica ascendente que alcanza los 18 metros de altura, por la que suben cinco grandes caballos, el superior apoyado en las dos patas traseras en lo alto de la escultura. Por la espiral baja una cascada de agua que cae en una arroyo de 10 metros de diámetro y forma la fuente; se rodea de un simple jardín formado por césped y unos arbustos que ocultan los focos que iluminan la fuente por la noche. El conjunto pesa 40 toneladas y se sitúa sobre un paso inferior para el tránsito rodado de la Gran Vía, por lo que hubo que reforzar mucho el forjado para que el suelo aguante el peso.
El sentido de la escultura es una homenaje a los caballos que poblaban los montes de Vigo (como los que moraban en el cercano Monte del Castro).